# Варвар (мини-альбом)
«Варвар» — шестой мини-альбом российского рэп-исполнителя Face, выход которого состоялся 19 марта 2021 года. Всего в пластинку вошло 6 сольных композиций, общей длительностью более 18 минут.

## Описание
Мини-альбом «Варвар» российского рэпера Face, выпущенный 19 марта 2021 года, представляет собой шеститрековую работу без гостевых участий других артистов, общей длительностью более 18 минут. На обложке мини-альбома Дрёмин изображен в деловом костюме на плакате, который висит на кухне в одной из советских хрущёвок, рядом на обоях написано «Варвар». Релиз, анонсированный 12 марта 2021 года, последовал спустя три недели после выхода предыдущего мини-альбома исполнителя — «Жизнь удалась». В отличие от февральской пластинки Дрёмина, «Варвар» выполнен в более агрессивной и мрачной манере. Миньон содержит в себе песни, посвящённые темам богатства, популярности, жизни в России, а также затрагивает связь артиста с его криминальным прошлым. Запись альбома осуществлялась при участии музыкальных продюсеров Slidinmoon, Sogimura, Moneyevery, Swamiq, Synthetic и Kiddi Cheez. Отрывки некоторых композиций, включая «Ван-дейк», были представлены ещё в конце ноября 2020 года в виде сниппетов. Презентация мини-альбома состоялась 26 марта 2021 года в московском клубе «1930 Moscow».

## Отзывы
Данила Головкин из InterMedia в своей рецензии, посвящённой мини-альбомам Дрёмина «Жизнь удалась» и «Варвар», отмечает, что два релиза демонстрируют две противоположные стороны личности артиста. Если «Жизнь удалась» представляет собой «ленивое возлежание на куче денег», то «Варвар» — это «агрессивный реверанс корням», заявленная попытка возвращения к творчеству периода дебютного альбома Hate Love. Однако, по мнению рецензента, на практике реализация этой идеи оказалась иной.
В отличие от «Жизнь удалась», мини-альбом «Варвар», по словам Головкина, более органичен для артиста. Тем не менее, рецензент указывает на неоднозначность результата: «эпичные», но клишированные биты, использующиеся в русском рэпе давно, тем не менее, удачно дополняют агрессивную манеру исполнения. Тексты «Варвара», по мнению Головкина, стали более структурированными, но при этом потеряли свой прежний задор и свежесть. Несмотря на это, рецензент положительно оценивает звучание мини-альбома, отмечая улучшения в ритмике и подаче материала. В заключении Головкин подчёркивает, что, несмотря на высокое качество исполнения, отсутствие ярко выраженной центральной темы, волнующей автора, не позволяет «Варвару» раскрыть потенциал Face как «музыканта нутра».

## Видеоклип
19 марта вместе с выходом мини-альбома Дрёмин анонсировал выход экранизации одного из треков 26 марта, при этом не уточнив, о какой конкретно композиции идёт речь.
В указанную ранее дату рэпер Face представил клип «Ван-Дейк». По сюжету герой Дрёмина, устав от рутины, жизни в нищете и работы таксистом, связывается с криминалом и начинает прятать наркотические закладки по городу. Такая деятельность оказывается очень прибыльной, однако в конце видеоряда героя ловит полиция и он оказывается за решёткой. В клипе прослеживается отсылки на фильм «Таксист» 1976 года, с Робертом Де Ниро в главной роли.

## Список композиций
| №                   | Название            | Автор(ы)            | Музыка                 | Длительность |
| ------------------- | ------------------- | ------------------- | ---------------------- | ------------ |
| 1.                  | «Факт»              | Face                | Slidinmoon             | 3:23         |
| 2.                  | «Ван Дейк»          | Face                | Sogimura               | 3:09         |
| 3.                  | «Бизнес»            | Face                | Moneyevery, Swamiq     | 3:25         |
| 4.                  | «Солдат»            | Face                | Synthetic, Kiddi Cheez | 2:32         |
| 5.                  | «Говорят»           | Face                | Slidinmoon             | 2:30         |
| 6.                  | «Варвар»            | Face                | Slidinmoon             | 3:28         |
| Общая длительность: | Общая длительность: | Общая длительность: | Общая длительность:    | 18:25        |

## Чарты
| Чарты                 | Высшая позиция |
| --------------------- | -------------- |
| Украина (Apple Music) | 3              |
| Россия (Apple Music)  | 35             |

| Чарты                   | Песня      | Высшая позиция |
| ----------------------- | ---------- | -------------- |
| Россия (Spotify)        | «Бизнес»   | 10             |
| Украина (Spotify)       | «Бизнес»   | 50             |
| Украина (Apple Music)   | «Бизнес»   | 57             |
| Россия (Spotify)        | «Ван Дейк» | 35             |
| Россия (YouTube Music)  | «Ван Дейк» | 36             |
| Украина (YouTube Music) | «Ван Дейк» | 69             |
| Россия (Spotify)        | «Солдат»   | 37             |
| Украина (Spotify)       | «Солдат»   | 190            |
| Россия (Spotify)        | «Варвар»   | 60             |
| Украина (Apple Music)   | «Варвар»   | 90             |
| Россия (Spotify)        | «Факт»     | 25             |
| Россия (Spotify)        | «Говорят»  | 57             |